# رعب (فلم 2002)
رعب (بالإنجليزية: Horror) هو فيلم رعب تم إنتاجه في الولايات المتحدة وصدر سنة 2002، من بطولة داني لوبيس، فيليسا روز وكريسكن.

## القصة
مجموعة من المراهقين يفرون من إعادة التأهيل للمخدرات، حيث يذهبون إلى مزرعة ريفية وهناك يواجهون عدة ظواهر مرعبة وغريبة.

## وصلات خارجية
- مقالات تستعمل روابط فنية بلا صلة مع ويكي بيانات

- رعب على IMDb
- رعب على Rotten Tomatos